# Plexaura atra
Plexaura atra is een zachte koraalsoort uit de familie Plexauridae. De koraalsoort komt uit het geslacht Plexaura. Plexaura atra werd in 1901 voor het eerst wetenschappelijk beschreven door Verrill. 